# Microrégion de Garanhuns

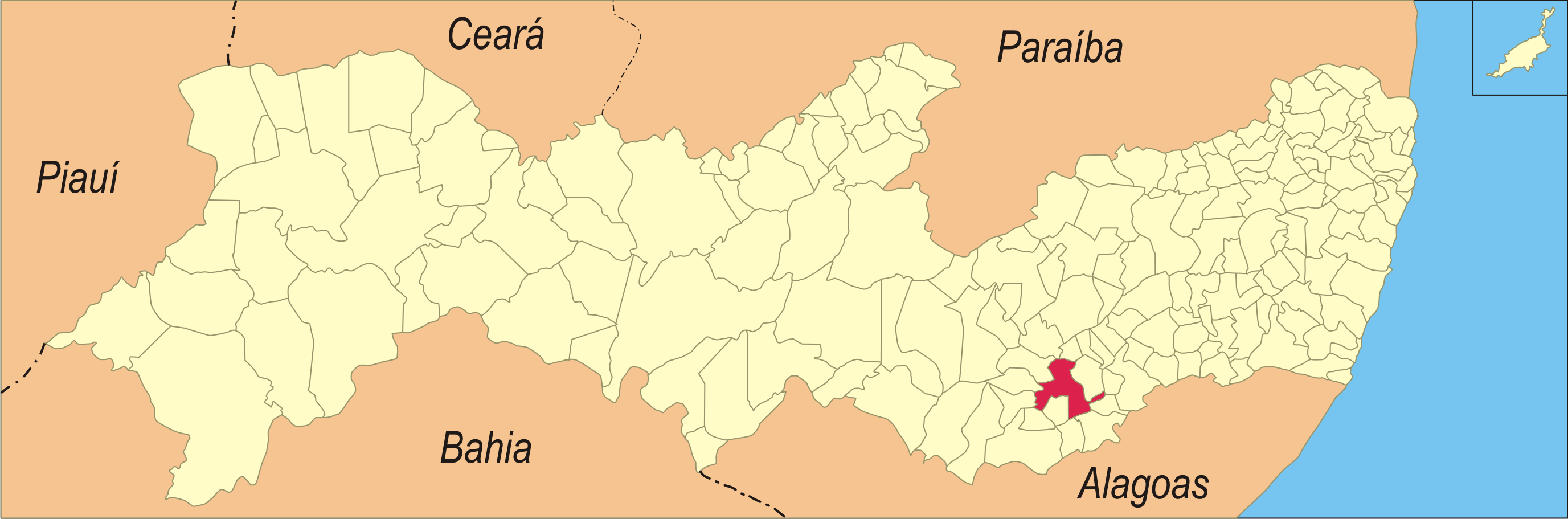
Carte de la microrégion de Garanhuns

La microrégion de Garanhuns est l'une des six microrégions qui subdivisent l'Agreste de l'État du Pernambouc au Brésil.
Elle comporte dix-neuf municipalités.

## Municipalités[1]
- Angelim
- Bom Conselho
- Brejão
- Caetés
- Calçado
- Canhotinho
- Correntes
- Garanhuns
- Iati
- Jucati
- Jupi
- Jurema
- Lagoa do Ouro
- Lajedo
- Palmeirina
- Paranatama
- Saloá
- São João
- Teresinha